# Droga wojewódzka 853
Die Droga wojewódzka 853 (DW853) ist eine 52 Kilometer lange Droga wojewódzka (Woiwodschaftsstraße) in der Woiwodschaft Lublin in Polen. Die Strecke in den Powiaten Biłgorajski und Tomaszowski  verbindet zwei weitere Woiwodschaftsstraßen mit der Landesstraße DK17.

## Streckenverlauf
Woiwodschaft Lublin, Powiat Biłgorajski
-  Majdan Nowy (DW835)
-  Smólsko Duże
-  Józefów (DW849)

Woiwodschaft Lublin, Powiat Tomaszowski
-  Tomaszów Lubelski (DK17)